# 金特斯巴赫河
50°0′16.19″N 9°13′18.96″E / 50.0044972°N 9.2219333°E

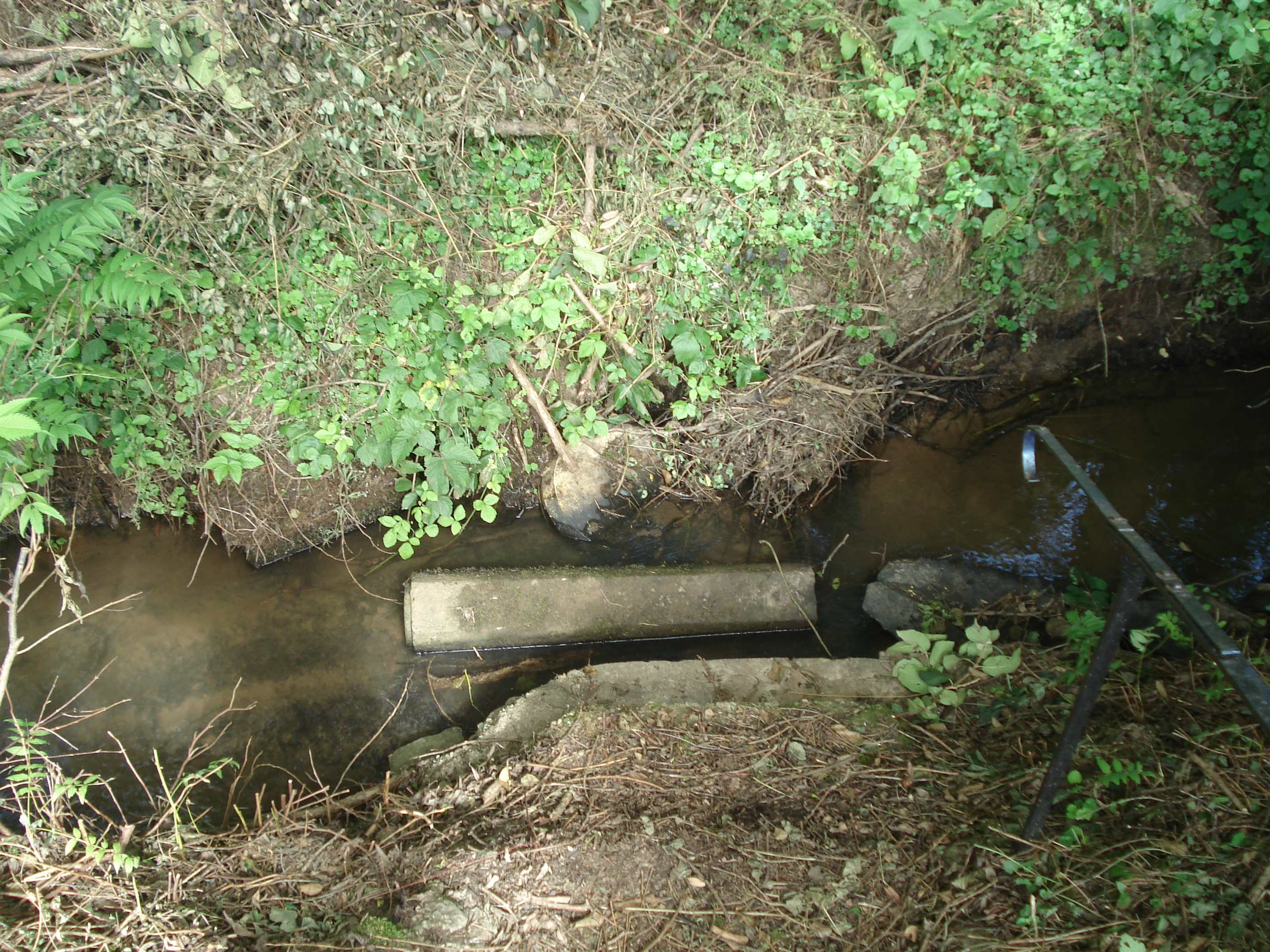

金特斯巴赫河（德語：Güntersbach），是德國的河流，位於該國東南部，由巴伐利亞負責管轄，屬於阿沙夫河的右支流，河道全長3公里，流域面積3.6平方公里。